# بيل تومسون (لاعب كرة قدم)
بيل تومسون (بالإنجليزية: Bill Thompson)‏ (5 يناير 1940 في المملكة المتحدة - 30 سبتمبر 2011) هو لاعب كرة قدم بريطاني في مركز الدفاع. لعب مع نادي روذرهام يونايتد ونيوكاسل يونايتد ودارلينجتون إف سى.

## وصلات خارجية
- بيل تومسون على موقع قاعدة بيانات كرة القدم.إي يو (الإنجليزية)